# ذخیره‌سازی ابری

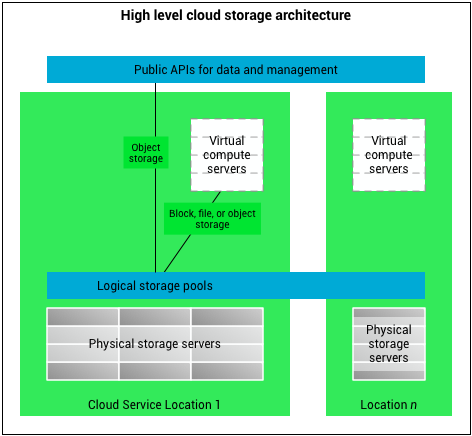
معماری سطح بالای ذخیره سازی ابری.

فضای ذخیره سازی ابری مدلی از ذخیره سازی داده‌های رایانه‌ای است که در آن داده‌های دیجیتال در استخرهای منطقی که گفته می‌شود روی " ابر " هستند ذخیره می‌شود. فضای ذخیره سازی فیزیکی چندین سرور را در بر می‌گیرد (گاهی اوقات در مکان‌های مختلف)، و محیط فیزیکی معمولاً توسط یک شرکت خدمات میزبانی اینترنتی اداره می‌شود. این ارائه دهندگان فضای ذخیره سازی ابری مسئول نگهداری داده‌ها در دسترس عمومی و در دسترس و محیط فیزیکی ایمن، محافظت شده و در حال اجرا هستند. افراد و سازمان‌ها ظرفیت ذخیره سازی را از ارائه دهندگان برای ذخیره داده‌های کاربر، سازمان یا برنامه می‌خرند یا اجاره می‌کنند.
سرویس‌های ذخیره‌سازی ابری ممکن است از طریق یک سرویس میزبانی سرور رایانش ابری، یک واسط برنامه‌نویسی کاربردی سرویس وب (API) یا توسط برنامه‌هایی که از API استفاده می‌کنند، مانند ذخیره‌سازی دسک‌تاپ ابری، دروازه ذخیره‌سازی ابری یا سیستم‌های مدیریت محتوای مبتنی بر وب قابل دسترسی باشند.

## تاریخچه
اعتقاد بر این است که محاسبات ابری توسط جی.سی.آر. لیکلایدردر دهه ۱۹۶۰ با کار خود در ARPANET اختراع شد تا افراد و داده‌ها را از هر کجا و در هر زمان به یکدیگر متصل کند.
در سال ۱۹۸۳،کامپیوسروبه کاربران خود مقدار کمی از فضای دیسک را ارائه داد که می‌توانستند برای ذخیره و آپلود هر فایلی که آنها انتخاب می‌کنند استفاده کنند.
در سال ۱۹۹۴، ای‌تی‌اندتی خدمات PersonaLink را راه اندازی کرد، یک پلت فرم آنلاین برای ارتباطات شخصی و تجاری و کارآفرینی. این فضای ذخیره‌سازی یکی از اولین مواردی بود که تماماً مبتنی بر وب بود و در آگهی‌های تبلیغاتی آن‌ها به عنوان «شما می‌توانید مکان ملاقات الکترونیکی ما را به عنوان ابر در نظر بگیرید» به آن اشاره شد. خدمات وب آمازون در سال ۲۰۰۶ سرویس ذخیره سازی ابری خود را سرویس ذخیره‌سازی ساده آمازون معرفی کرد و به عنوان تأمین کننده ذخیره سازی سرویس‌های محبوبی مانند SmugMug، دراپ‌باکس و پینترست به رسمیت شناخته شده و پذیرفته شده‌اند. در سال ۲۰۰۵، باکس یک سرویس اشتراک گذاری فایل آنلاین و مدیریت محتوای ابری شخصی را برای مشاغل اعلام کرد.

## مزایا
- شرکت‌ها فقط باید برای ذخیره‌سازی که واقعاً استفاده می‌کنند هزینه بپردازند، معمولاً میانگین مصرف در طول یک ماه، سه‌ماهه یا سال.[۵] این بدان معنا نیست که ذخیره سازی ابری هزینه کمتری دارد، فقط هزینه‌های عملیاتی را متحمل می‌شود تا هزینه‌های سرمایه.
- کسب‌وکارهایی که از ذخیره‌سازی ابری استفاده می‌کنند می‌توانند مصرف انرژی خود را تا ۷۰ درصد کاهش دهند و آنها را به کسب‌وکار سبزتری تبدیل کند.[۶]
- بسته به معیارهای تصمیم‌گیری مرتبط که مکمل پتانسیل اولیه صرفه جویی در هزینه است، سازمان‌ها می‌توانند بین گزینه‌های ذخیره سازی ابری خارج از محل و داخل محل یا ترکیبی از دو گزینه انتخاب کنند. به عنوان مثال، تداوم عملیات (COOP)، بازیابی بلایا (DR)، امنیت (PII, HIPAA, SARBOX, IA/CND)، و قوانین، مقررات و سیاست‌های حفظ سوابق است.[۷]
- در دسترس بودن ذخیره سازی و حریم خصوصی اطلاعاتی ذات معماری ذخیره سازی اشیاء است، بنابراین بسته به کاربرد، فناوری اضافی، تلاش و هزینه برای افزودن ساختار حفاظتی را می‌توان حذف کرد.[۸]
- وظایف نگهداری ساختار ذخیره سازی، مانند خرید ظرفیت جدید ذخیره سازی اضافی، به عهده ارائه دهنده خدمات است.[۵]
- فضای ذخیره سازی ابری دسترسی فوری به طیف گسترده‌ای از منابع و برنامه‌های کاربردی میزبانی شده در زیرساخت یک سازمان دیگر از طریق یک رابط وب سرویس را برای کاربران فراهم می‌کند.[۹]
- فضای ذخیره سازی ابری می‌تواند برای کپی کردندیسک ایمیج از ابر به مکان‌های داخلی یا برای وارد کردن دیسک ایمیج از یک مکان داخلی به فضای ابری استفاده شود. علاوه بر این، می‌توان از فضای ذخیره سازی ابری برای جابجایی دیسک ایمیج بین حساب‌های کاربری یا بین مراکز داده استفاده کرد.[۱۰]
- ذخیره سازی ابری می‌تواند به عنوان پشتیبان ضد بلایای طبیعی استفاده شود، زیرا معمولاً ۲ یا ۳ سرور پشتیبان مختلف در مکان‌های مختلف در سراسر جهان وجود دارد.
- فضای ذخیره سازی ابری می‌تواند به عنوان یک درایو محلی با پروتکل WebDAV نگاشت شود. همچنین می‌تواند به عنوان یک سرور اب تی پی مرکزی برای سازمان‌هایی با چندین مکان اداری عمل کند.

## طول عمر
شرکت‌ها دائمی نیستند و خدمات و محصولاتی که ارائه می‌دهند می‌توانند تغییر کنند. برون سپاری ذخیره سازی داده‌ها به یک شرکت دیگر نیاز به بررسی دقیق دارد و هیچ چیز قطعی نیست. زمانی که یک شرکت وجود ندارد یا شرایط آن تغییر می‌کند، قراردادهای منعقد می‌توانند بی‌ارزش باشند. شرکت‌ها می‌توانند:
1. ورشکسته.
2. تمرکز آنها را گسترش یافته یا تغییر داده شود.
3. توسط سایر شرکت‌های بزرگتر خریداری شوند.
4. توسط شرکتی خریداری شود که مقر آن در کشوری است یا به کشوری نقل مکان کند که رعایت محدودیت‌های صادراتی را نفی می‌کند و بنابراین نیاز به انتقال دارد.
5. دچار یک فاجعه غیرقابل جبران شوید.